# Eliška Pokorná
Eliška Pokorná (rodným jménem Eliška Klučinová, * 14. dubna 1988, Praha) je bývalá česká atletka, vícebojařka závodící za atletický oddíl USK Praha. Předtím působila v AC Tepo Kladno. V roce 2007 vybojovala stříbrnou medaili na juniorském mistrovství Evropy v Hengelu.

## Sportovní kariéra
V roce 2009 na mistrovství Evropy do 23 let v litevském Kaunasu nasbírala v sedmiboji dohromady 6 015 bodů a jen těsně skončila pod stupni vítězů, na čtvrtém místě. Jako osmá Češka v historii pokořila hranici šesti tisíc bodů. Tento výkon ji zajistil nominaci na světový šampionát do Berlína, když výkonem o patnáct bodů splnila limit českého atletického svazu (ČAS).
Dne 30. května 2010 skončila osmá na vícebojařském mítinku v rakouském Götzisu a výkonem 6 007 bodů splnila limit na mistrovství Evropy v Barceloně.
Ve dnech 15. – 16. června 2010 nasbírala na kladenském vícebojařském klání TNT Express Meetingu celkově 6 268 bodů, čímž vyrovnala český rekord Zuzany Lajbnerové z roku 1988. V roce 2010 za tyto výkony zvítězila v anketě Sportovec Kladenska mezi jednotlivci.
O necelé dva roky později na tomto mítinku vylepšila hodnotu národního rekordu na 6 283 bodů. Zároveň tímto výkonem splnila přísnější kvalifikační A limit MOV/IAAF (6 150 bodů) na letní olympijské hry do Londýna.
V roce 2013 se výkonem 6 190 bodů kvalifikovala na Mistrovství světa v atletice v Moskvě.
Tam výkonem 6 332 bodů skončila na 7. místě a znovu vylepšila český rekord.
V září 2019 pro opakovaná zranění ukončila sportovní kariéru. Jejím posledním závodem bylo Mistrovství České republiky družstev v Hodoníně 7. a 8. září 2019.

## Osobní život
V době ukončení kariéry byla v posledním ročníku studia na Fakultě tělesné výchovy a sportu, obor trenérství. Jejím manželem je český písničkář Jan Pokorný a 11. února 2021 se jim narodil syn Teodor. Později se jim narodil druhý syn Tobiáš.

## Úspěchy
| Rok  | Závod                                     | Místo                | Umístění | Výkon     |
| ---- | ----------------------------------------- | -------------------- | -------- | --------- |
| 2005 | Mistrovství světa do 17 let               | Marrákeš, Maroko     | 8.       | 5 249     |
| 2006 | Mistrovství světa juniorů                 | Peking, Čína         | 8.       | 5 468 OR  |
| 2007 | Mistrovství Evropy juniorů                | Hengelo, Nizozemsko  | 2.       | 5 709     |
| 2009 | ME do 23 let 2009                         | Kaunas, Litva        | 4.       | 6 015 OR  |
| 2009 | Mistrovství světa v atletice 2009         | Berlín, Německo      | 23.      | 5 505     |
| 2010 | Mistrovství Evropy v atletice 2010        | Barcelona, Španělsko | 7.       | 6 187     |
| 2010 | TNT - Fortuna meeting                     | Kladno, Česko        | 1.       | 6 268 =NR |
| 2012 | Mistrovství Evropy v atletice 2012        | Helsinky, Finsko     | 8.       | 6 151     |
| 2012 | Letní olympijské hry 2012                 | Londýn, Anglie       | 18.      | 6 109     |
| 2013 | Mistrovství světa v atletice 2013         | Moskva, Rusko        | 7.       | 6 332     |
| 2015 | Halové mistrovství Evropy v atletice 2015 | Praha, Česko         | 3.       | 4 687     |

### Osobní rekordy

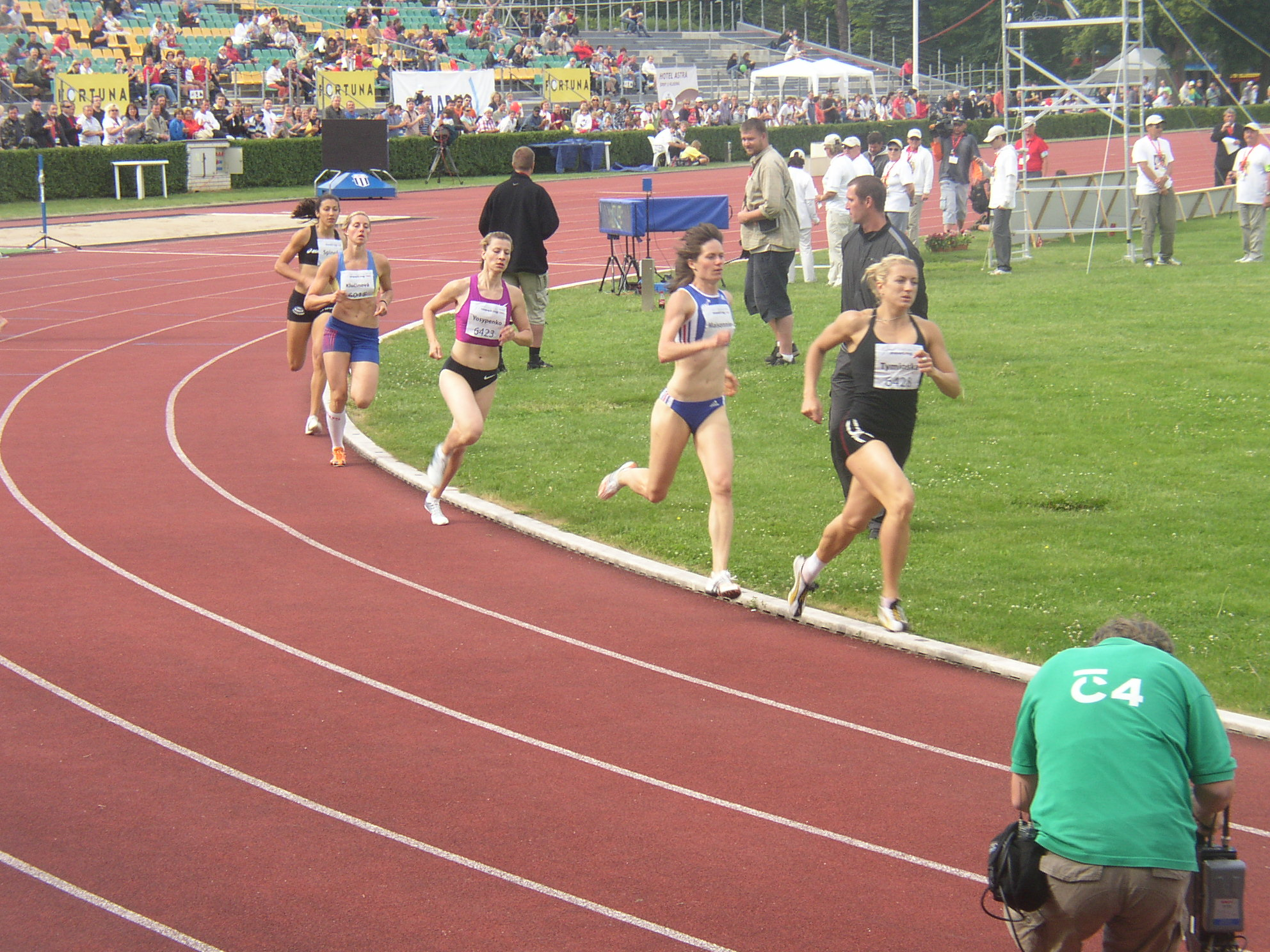
Eliška Klučinová (druhá zleva) si v závěrečné disciplíně 800 m běží pro český rekord v sedmiboji a celkové vítězství na kladenském TNT Express Meetingu 2010

| Disciplína | Výkon           | Datum     | Místo                                             |
| ---------- | --------------- | --------- | ------------------------------------------------- |
| 100 m př.  | 13,81 s         | 14.6.2014 | Kladno – TNT Express Meeting                      |
| výška      | 1,90 m          | 14.6.2014 | Kladno – TNT Express Meeting                      |
| koule      | 15,21 m         | 28.5.2016 | Götzis Hypo meeting 2016                          |
| 200 m      | 24,41 s         | 28.5.2016 | Götzis Hypo meeting 2016                          |
| dálka      | 6,43 m          | 15.6.2014 | Kladno – TNT Express Meeting                      |
| oštěp      | 51,09 m         | 22.8.2015 | Peking - MS 2015                                  |
| 800 m      | 2:12,50 min.    | 13.8.2013 | Moskva – Mistrovství světa v atletice 2013        |
| Sedmiboj   | 6 460 bodů (NR) | 15.6.2014 | Kladno – TNT Express Meeting                      |
| Pětiboj    | 4 687 bodů (NR) | 6.3.2015  | Praha – Halové mistrovství Evropy v atletice 2015 |